# Gian Mario Beltrami
Gian Mario Beltrami (Roma, 20 gennaio 1893 – Lonate Pozzolo, 10 aprile 1936) è stato un generale e aviatore italiano, che fu pilota di grande esperienza del Servizio Aeronautico del Regio Esercito e poi della Regia Aeronautica partecipò alla prima guerra mondiale, venendo decorato più volte per il valore dimostrato in combattimento. Con il grado di generale di brigata aerea rimase vittima di un incidente aereo a Lonate Pozzolo.

## Biografia
Nacque a Roma il 20 gennaio 1893, figlio di un militare  ma dopo un solo anno di vita si trasferì con la famiglia a Torino. Frequentò la Regia Accademia militare di Artiglieria e Genio di Torino, da cui uscì con il grado di sottotenente d'artiglieria nel marzo 1913.

### La prima guerra mondiale
Destinato al 27º Reggimento d'artiglieria di Milano, dopo l'entrata in guerra dell'Italia, il 24 maggio 1915, passò al 2º gruppo del 42º Reggimento d'artiglieria operante in zona di guerra. Attratto dal mondo dell'aviazione seguì un breve corso di Osservatore militare presso la Scuola di Volo di Nettuno, appartenente al Servizio Aeronautico del Regio Esercito. Ottenuto il brevetto fu destinato alla 2ª e 3ª Squadriglia per l'artiglieria di aviazione per l'artiglieria appartenenti alla 3ª Armata, operanti dal campo di aviazione di Gonars. Nel compiere il pericoloso lavoro di osservatore d'aeroplano si distinse per il coraggio, e per le sue virtù militari, tanto da ottenere numerose attestazioni scritte dai suoi superiori. 
Promosso tenente, per le operazioni compiute sul Carso tra il luglio e il dicembre 1915, fu decorato con una prima medaglia di bronzo al valor militare. Durante un volo ebbe modo di provare un velivolo Macchi Parasol di cui riportò una pessima impressione per la tendenza dell'aereo ad entrare in vite da cui era difficile uscirne. Assunto il comando della 44ª Squadriglia del V Gruppo Aeroplani, equipaggiata con i Caudron G.3, si distinse durante le operazioni sul Carso avvenute tra il marzo ed il settembre 1916, che gli valsero l'assegnazione di una seconda medaglia di bronzo al valor militare e la promozione a capitano. Il 24 maggio 1917 eseguì con la sua squadriglia una ricognizione sul campo d'aviazione austro-ungarico di Prosecco, coordinando nel contempo l'azione dell'artiglieria di due monitori inglesi che, posizionati lungo la costa, bombardarono con la propria artiglieria l'aeroporto nemico. Tutti gli aerei impegnati nell'azione furono colpiti ripetutamente dal tiro contraereo avversario, tra cui quello del comandante, e per tale azione gli fu conferita una medaglia d'argento al valor militare, cui il 31 maggio seguì un Encomio solenne da parte del Comando del VII Corpo d'armata.
Data la mancanza di notizie esatte sulla posizione delle prime linee nemiche, unite all'incertezza sulle intenzioni del comando austro-ungarico, venne deciso di far eseguire due missioni di due ricognizioni sul fronte che andava dal Monte Santo al Mare Adriatico. L'incarico venne affidato a due comandanti dell'aviazione per artiglieria, il tenente Porro e il capitano Beltrami. Approfittando della quota e della semioscurità dovuta al tramonto, unite alla perfetta conoscenza della zona, i due osservatori rilevarono le vampe del fuoco d'artiglieria che partiva da dietro le linee austro-ungariche, individuando le nuove posizioni delle batterie nemiche assunte dopo il ripiegamento. I due velivoli effettuarono un atterraggio notturno, alla sola luce di falò improvvisati con stracci e paglia, e la sera del 9 agosto 1917 il comandante della 3ª Armata, il Duca d'Aosta, e il comandante dell'artiglieria d'armata, ebbero una chiara visione del nuovo schieramento assunto dalle artiglierie nemiche.
Il 25 settembre dello stesso anno iniziò a frequentare il corso per Ufficiali di Stato maggiore che si teneva a Verona, ma dopo la disfatta di Caporetto chiese subito di essere rinviato al fronte. Durante un'ispezione sull'argine del Piave presso ponte della Priula, avvenuta verso mezzogiorno del 12 novembre, rimase due volte ferito al ginocchio destro da una scheggia di granata. Per quattro giorni venne trasferito da un ospedale da campo all'altro, seguendo le varie fasi della ritirata italiana, prima di essere inviato presso l'ospedale di Imola dove rimase ricoverato per 18 mesi. Nel corso del 1919, ultimato il servizio come osservatore d'aeroplano, rientro in servizio come Aiutante Maggiore presso il 27º Reggimento artiglieria da campagna.

### La Scuola di Guerra e gli incarichi di Stato Maggiore
Nel settembre 1921 lasciò il comando di una batteria per frequentare i corsi della Scuola di guerra di Torino. Alla fine del primo anno si classificò ai primi posti della graduatoria e in quell'estate prestò servizio presso il 7º Reggimento fanteria di Milano, dove comandò una compagnia. Nell'estate del 1923 fu mandato presso il 3º Reggimento "Savoia Cavalleria" dove, pur occupandosi delle questioni relative all'impiego tattico di quell'Arma, partecipò, con l'incarico di capo di stato maggiore di una Divisione di manovra, alle grandi manovre con i quadri dei Corpi d'armata. Nell'ottobre 1923 aveva appena iniziato il secondo anno di frequenza alla Scuola di guerra, quando venne invitato ad entrare nella neocostituita Regia Aeronautica. Appena ricevuta la comunicazione non esitò a fare domanda di trasferimento, abbandonando la carriera nel Regio Esercito per entrare a far parte dei ruoli della nuova Arma costituita in data 28 marzo 1923. 
Uscito dalla Scuola di guerra venne nominato comandante di squadriglia, e per ottenere l'idoneità al servizio di Stato maggiore rimase per tutto il 1924 presso lo Stato Maggiore Centrale del Ministero della Guerra a Roma. Col grado di maggiore ricoprì anche l'incarico di Segretario particolare del Sottosegretario di Stato all'Aeronautica, generale Alberto Bonzani. Nel corso del 1924 diede alle stampe l'interessante saggio L'aeronautica militare e la guerra terrestre, edito a Roma presso la Tipografia del Senato. Il 28 gennaio 1926 divenne Ufficiale dell'Ordine della Corona d'Italia.

### Aiutante di Campo di Sua Maestà il Re
Nel 1927 Sua Maestà il Re Vittorio Emanuele III lo volle come Aiutante di campo, e ricoprì tale incarico fino al 1º febbraio 1930. Durante il periodo trascorso come aiutante di campo del Re prese parte anche alla Crociera nel Mediterraneo orientale Nel 1927, con il grado di tenente colonnello, scrisse l'articolo L'aviazione nella manovra strategica e tattica degli eserciti italiano e tedesco, pubblicata sulla Rivista Aeronautica. Dopo aver lasciato l'incarico di Aiutante di campo venne destinato al 13º Stormo di Gorizia, nella specialità ricognizione, rimanendovi per un anno e mezzo prima di passare al 2º Stormo Caccia Terrestre di Torino. Ritornò nuovamente a Roma per un anno, prima di ricevere l'incarico di Capo di Stato maggiore della Iª Zona Aerea Territoriale di Milano alle dipendenze del generale Gennaro Tedeschini Lalli. Nel 1933 venne elevato al rango di generale di brigata aerea. Verso la fine del 1935, su sua richiesta, ricevette il comando della 4ª Brigata Area, ma dopo solo tre mesi rimase vittima di un grave incidente aereo. Il 10 aprile 1936 decollò per un volo notturno dal Campo della Promessa di Lonate Pozzolo a bordo di un Caproni Ca.100, ma il suo velivolo si schiantò a circo 800 m a nord della pista di atterraggio in un terreno boschivo. Il pilota decedette sul colpo. Quasi un anno dopo,  il 4 aprile 1937, il Capo del Governo Benito Mussolini lo decorò con una medaglia d'argento al valor aeronautico.  Il 27 marzo 1938 gli fu intitolato l'aeroporto di Torino-Caselle, che nel dopoguerra fu trasformato in aeroporto civile per essere ribattezzato con il nome di Alessandro Pertini  dopo la morte di quest'ultimo.

## Pubblicazioni
- L'aeronautica militare e la guerra terrestre, Tipografia del Senato, Roma, 1924
- Una breve illusione Vanni e Gian Mario Beltrami – Sellerio Editore Palermo – Collana Editore Palermo – 1ª Edizione – 1983

### Annotazioni
1. ↑  Il padre Carlo era tenente generale e Ispettore di artiglieria, ed aveva prestato servizio durante la Guerra di Crimea nel 1856, mentre uno dei fratelli, il sottotenente Carlo Beltrami, rimase ucciso durante la battaglia di Adua nel 1896. Un terzo fratello si spense a Torino all'età di 19 anni.
2. ↑  Tale scelta fu fortemente osteggiata dalla madre, rimasta da poco vedova, e con un unico figlio ancora in vita.
3. ↑  Di cui 10 trascorsi in assoluta immobilità.
4. ↑  In quel periodo al comando del futuro generale di divisione E. Capuano.
5. ↑  Nell'estate di quell'anno aveva brillantemente superato i corsi di integrazione presso la Scuola di guerra.
6. ↑  Rimase a Torino nei bienni 1921-22 e 1922-23.
7. ↑  Durante la sua permanenza al Ministero della guerra svolse svariati incarichi, tra cui quello di ufficiale di collegamento tra gli Stati Maggiori del Regio Esercito e della Regia Aeronautica.
8. ↑  Compiuta da 35 idrovolanti Savoia-Marchetti tra il 5 e il 20 giugno 1929 sul percorso Brindisi, Atene, Costanza, Varna, Odessa, Costanza, Costantinopoli, Atene, Taranto.

### Fonti
1. 1 2 3 4 5 6 7 8 9 10  Franco Maria Boschetto.
2. ↑  Molfese 1925, p. 3.
3. 1 2  Molfese 1925, p. 12.
4. 1 2 3  Ali d'Italia,  aprile 1936.
5. ↑  Molfese 1925, p. 6.
6. 1 2  Molfese 1925, p. 15.
7. ↑  Molfese 1925, p. 9.
8. 1 2  Molfese 1925, p. 55.
9. 1 2  Molfese 1925, p. 56.
10. 1 2 3  Hippler 2013, p. 179.
11. 1 2  Gazzetta Ufficiale del Regno d'Italia N.192 del 18 agosto 1928.
12. 1 2 3  Generals.
13. 1 2  Beltrami 2013, p. XV.
14. ↑  Rivista Aeronautica n. 4, aprile 1936.